# Great Coxwell Barn

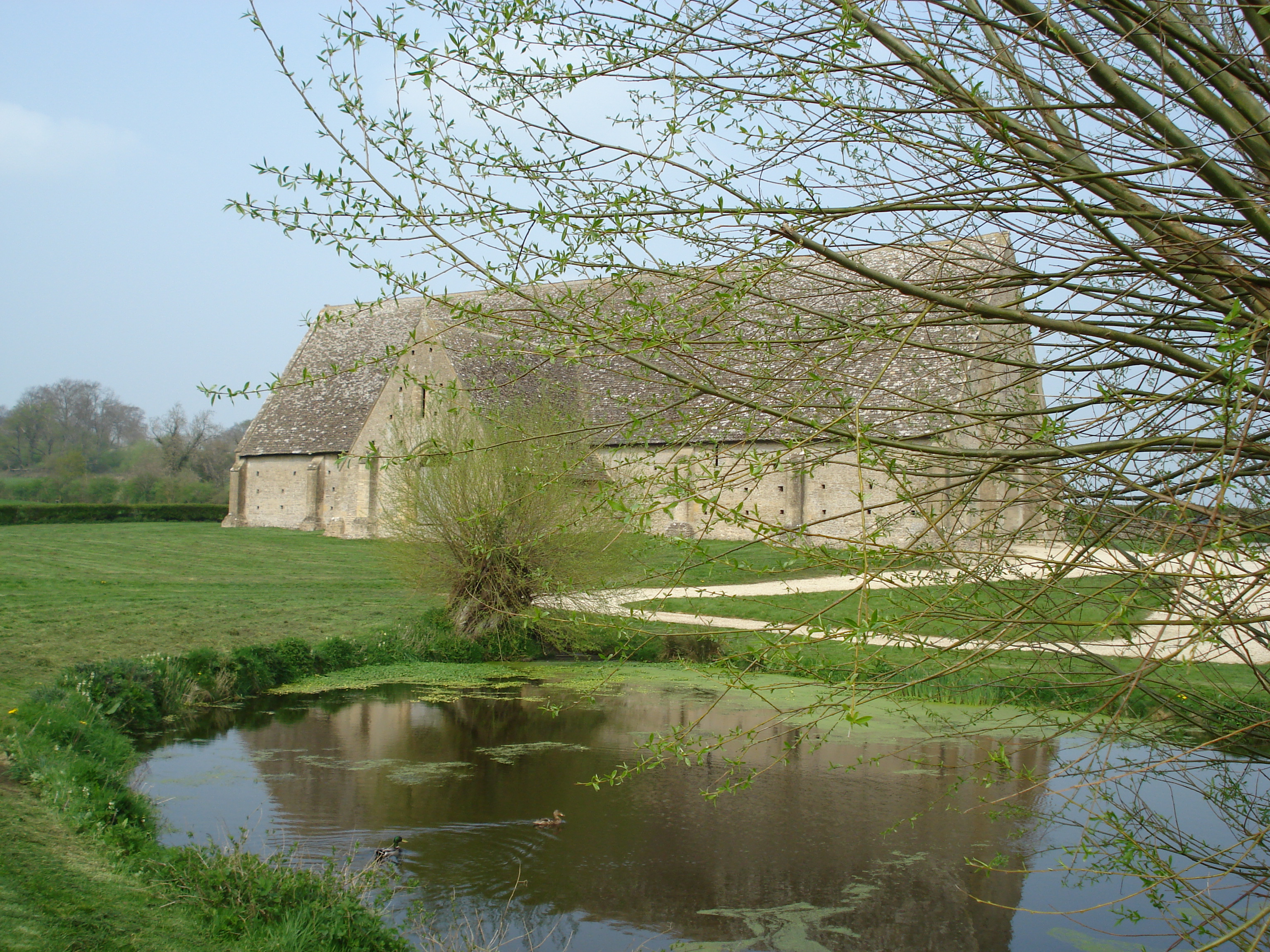
Great Coxwell Barn

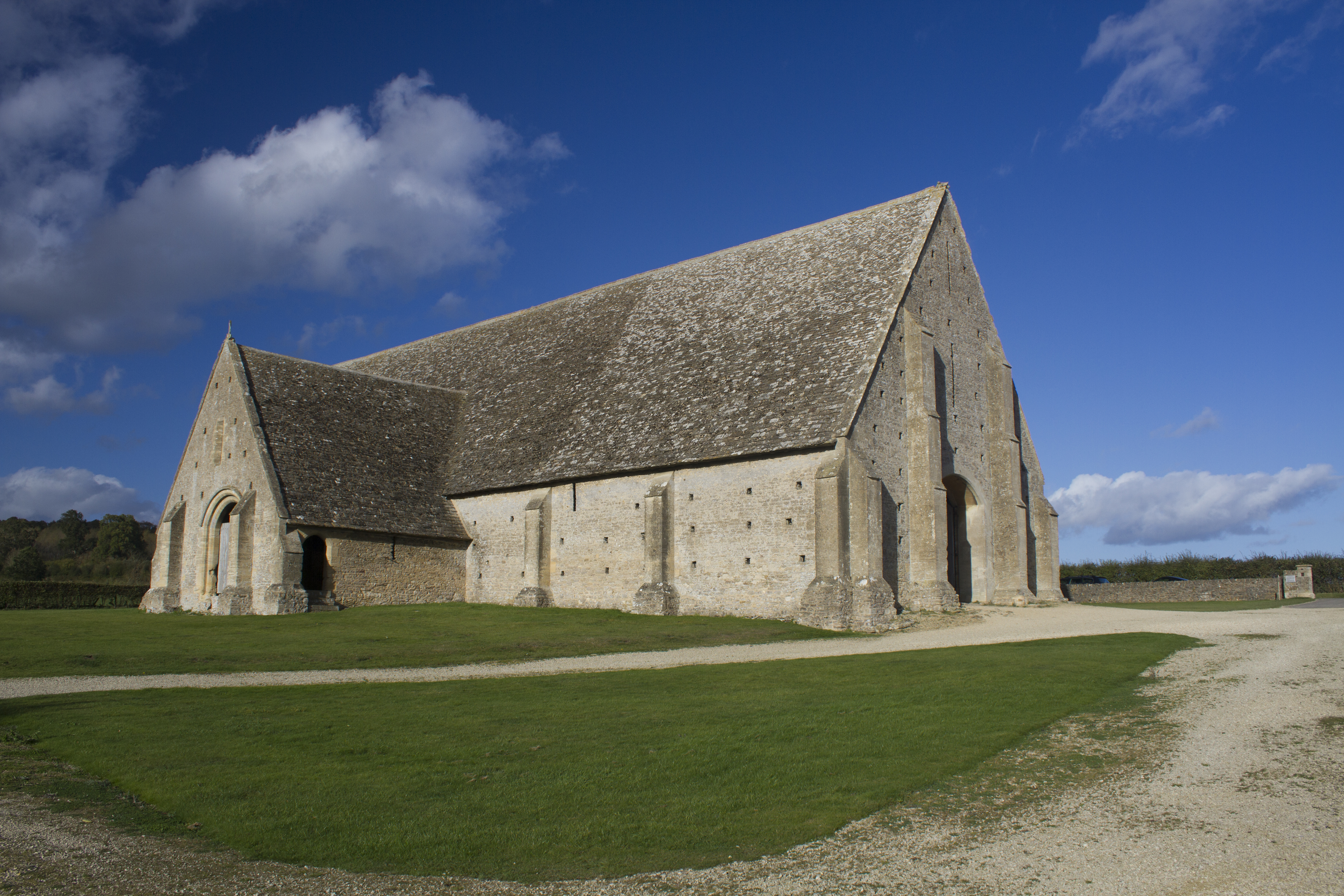
Great Coxwell Barn

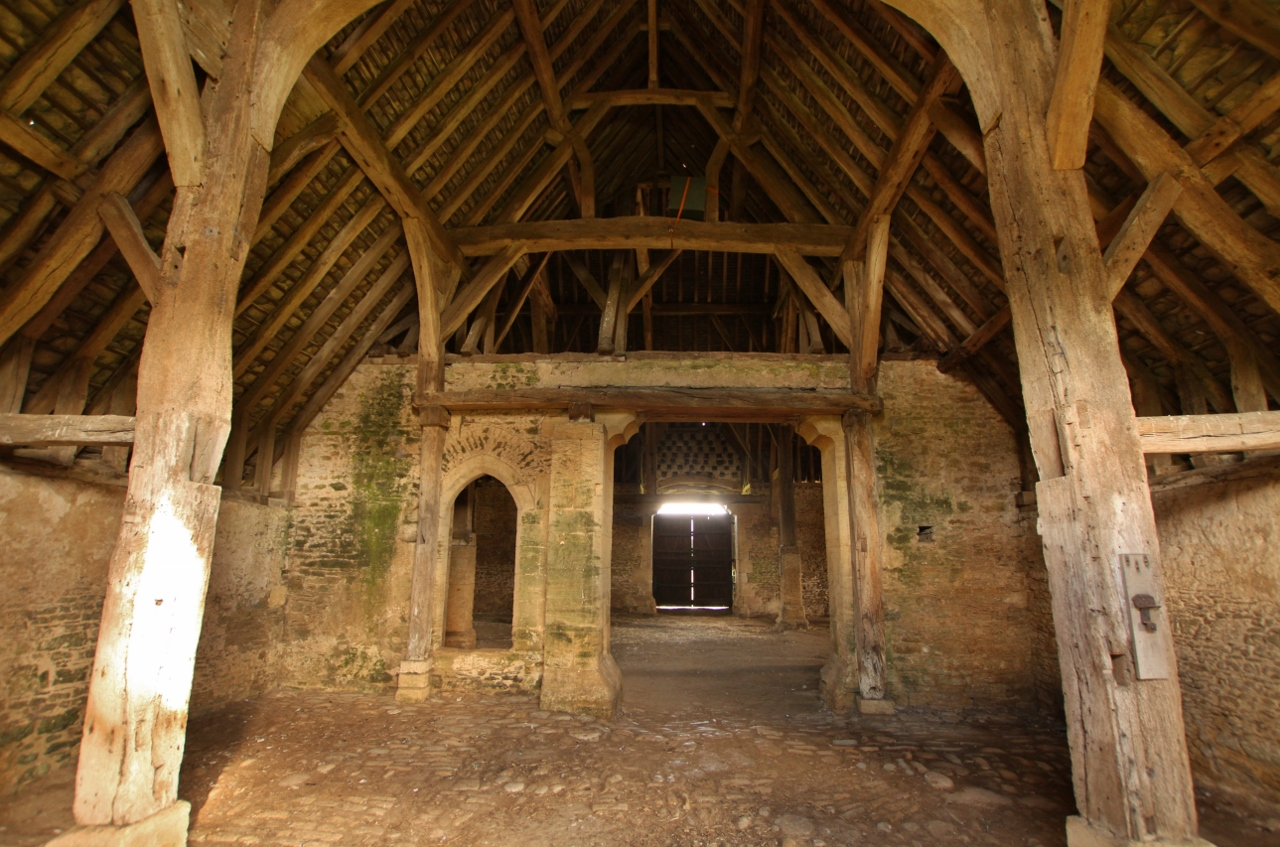
Inneres der Grangie

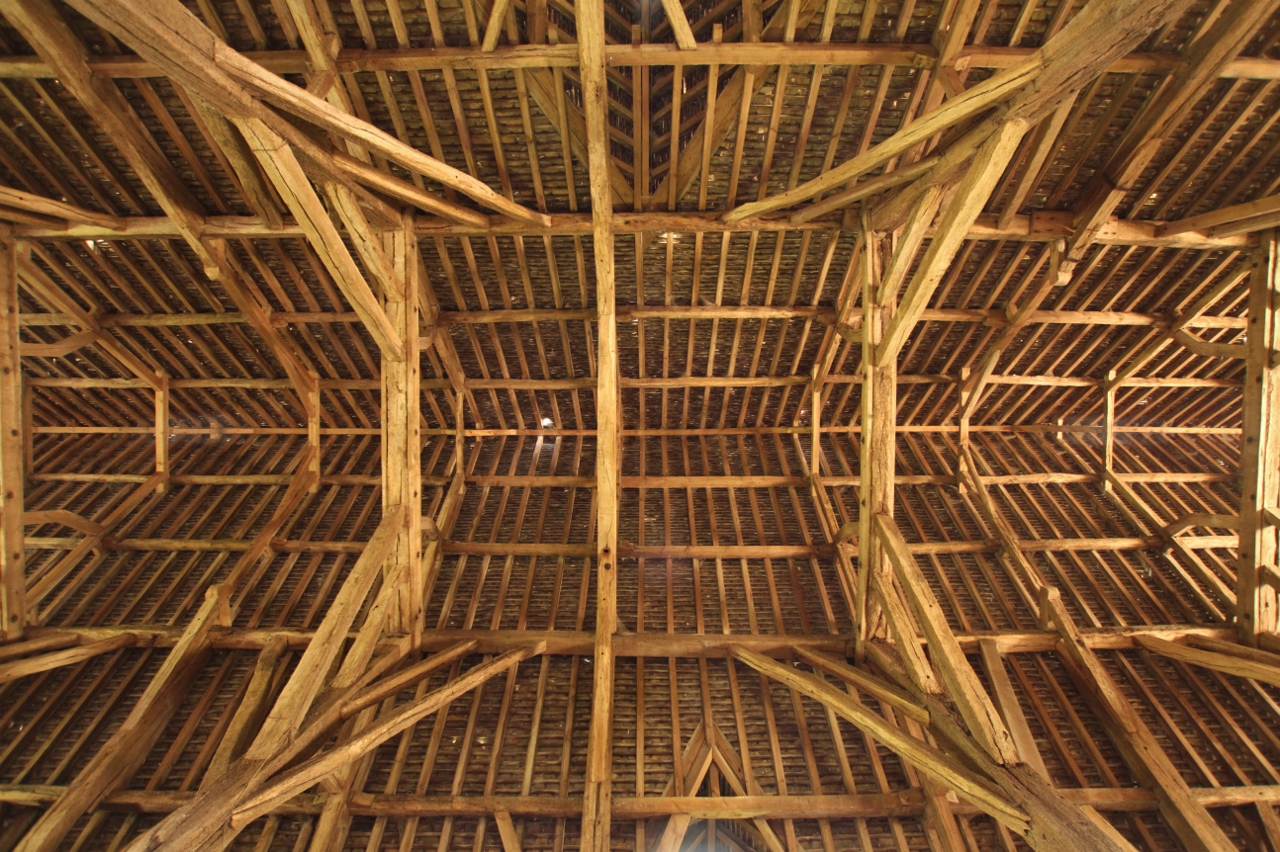
Dachstuhl

Die Great Coxwell Barn, ein Wirtschaftsgebäude (Grangie) der Zisterzienser beim Ort Faringdon in Oxfordshire, England, ist eines der besterhaltenen Gebäude seiner Art in ganz Europa. Es ist ein Scheduled Monument und seit dem Jahr 1966 als Grade-I-Bauwerk eingestuft.

## Lage
Die Great Coxwell Barn liegt in Oxfordshire etwa 16 km nordöstlich der Stadt Swindon und ca. 24 km südwestlich von Oxford, aber gut 120 km nördlich der eigentlichen ehemaligen Eigentümerin, der Beaulieu Abbey in Hampshire, Südengland.

## Geschichte
Der englische König Johann Ohneland († 1216) stattete das von ihm gegründete Zisterzienserkloster Beaulieu mit zahlreichen Ländereien und Wirtschaftsgütern aus, von denen einige in der Umgebung von Faringdon lagen. Sie wurden meist von Pächtern bewirtschaftet, die von ihren Erträgen den Zehnt (meist in Korn) an das Mutterkloster abführen mussten. Zu diesem Zweck wurden meist mehr oder weniger große Scheunen (barns) gebaut, in denen das abgelieferte Getreide und andere Güter bis zum Weitertransport oder Verkauf trocken gelagert werden konnten.
Die Great Coxwell Barn in ihrer heutigen Form wurde in der zweiten Hälfte des 13. Jahrhunderts errichtet. Detaillierte  dendrochronologische Untersuchungen ergaben, dass das für die Stützbalken und den Dachstuhl verwendete Holz ab 1253 geschlagen wurde. Einige Balken des Dachstuhls stammen von im Winter 1291/92 gefällten Bäumen. Da man feststellen konnte, dass dieses Holz vor dem Einbau nicht getrocknet worden war, kann der Bau auf 1292 datiert werden.
Spätestens seit der von Heinrich VIII. angeordneten Auflösung der englischen Klöster in den Jahren 1536 bis 1541 verfielen viele Bauten. Die Great Coxwell Barn kam zunächst in den Besitz eines gewissen William Morris; im Jahr 1638 wurde sie an den Besitzer von Coleshill, dem benachbarten Gut, verkauft und blieb fortan im Besitz von dessen Familie. Bis ins 19. Jahrhundert wurden Teile der Scheune als Stall genutzt und nur wenige Änderungen an dem Bau vorgenommen.
Seit dem Jahr 1956 gehört das Gebäude zum National Trust; dieser führte im Jahr 1961 eine chemische Behandlung gegen den Holzwurmbefall durch und restaurierte das Dach. Das Gebäude wird ab und an für Veranstaltungen genutzt.

## Architektur
Die ca. 46 m lange, 13 m breite und 15 m hohe Scheune besteht aus Bruchsteinmauerwerk; sie ist in Nord-Süd-Richtung gebaut und im Äußeren durch Strebepfeiler stabilisiert. Eingänge (zum Teil in Wagengröße) befinden sich an beiden Enden sowie an den Querhäusern. Im Innern ist die Scheune nur geringfügig unterteilt – vielleicht aus der Zeit der Nutzung als Stall. Der Dachstuhl gehört zu den Meisterwerken mittelalterlicher Zimmermannsarbeit. Das hochaufragende Dach selbst ist mit Steinschindeln gedeckt, die insgesamt ein enormes Gewicht haben.